# Вирсон
Вирсо́н (фр. Virson) — коммуна во Франции, находится в регионе Пуату — Шаранта. Департамент коммуны — Шаранта Приморская. Входит в состав кантона Эгрефёй-д’Они. Округ коммуны — Рошфор.
Код INSEE коммуны — 17480.

## Население
Население коммуны на 2010 год составляло 729 человек.
| 1962 | 1968 | 1975 | 1982 | 1990 | 1999 | 2010 |
| ---- | ---- | ---- | ---- | ---- | ---- | ---- |
| 274  | 292  | 285  | 363  | 387  | 435  | 729  |